# محمدعلی حیدری
محمدعلی حیدری (۱۳۱۵ قم-۱۳۶۰ تهران) نماینده مردم نهاوند در اولین دوره مجلس شورای اسلامی بود؛ و در اثر انفجار در دفتر حزب جمهوری اسلامی در ۷ تیرماه ۱۳۶۰ کشته شد.
او با کسب ۲۵۰۵۲ رای از ۳۴٬۸۴۳ رای ماخوذه برابر با ۷۱٫۹ درصد آراء به اولین دوره مجلس شورای اسلامی راه یافت.

## تولد و تحصیلات
محمدعلی حیدری در سال ۱۳۱۵ شمسی در قم  به دنیا آمد. پدر او محمد ولی حیدری، معمم بود.
حیدری تحصیلات مقدماتی را در کرمانشاه گذارنده و بعد برای تکمیل دروس حوزی ابتدا به حوزه علمیه نجف سپس به حوزه علمیه قم رفت. او از جمله شاگردان سید محمدتقی خوانساری، سید حسین بروجردی، سید محمدحسین طباطبایی، سید محمدباقر سلطانی، سیدروح‌الله خمینی بود.
محمدعلی حیدری در خلال تحصیل علوم حوزوی، علم فلسفه و زبان و ادبیات انگلیسی را نیز به خوبی آموخته بود و در دورانی که محمدحسین بهشتی مسئولیت سرپرستی امور دینی دانشجویان مسلمان را در مرکز اسلامی هامبورگ بر عهده داشت، از وی دعوت کرد تا به آلمان سفر کند. اما حیدری برای خدمت به پدر که در دوران کهولت به سر می‌برد ‌از رفتن به آلمان منصرف شد.
او در کنار تحصیل علوم حوزوی به صورت متفرقه در امتحانات شرکت می‌کرد و موفق به اخذ دیپلم در رشته ادبی شد. وی در ادبیات فارسی، تفسیر قرآن و مسائل اجتماعی و فلسفی و در رد مکاتب کمونیستی و ماتریالیستی آگاهی کامل داشت.
محمدعلی حیدری اقتصاد را به بعضی از طلاب نوآموز تدریس می‌کرد. حیدری در سن ۳۰ سالگی به درجه اجتهاد رسید.

## فعالیت های قبل از انقلاب
محمدعلی حیدری در سال ۱۳۵۲ در پی درگذشت پدرش با درخواست مردم نهاوند به این شهرستان سفر کرد. او با گروه انقلابی ابوذر که به رهبری محمد طالبیان اداره می‌شد قبل و بعد از انقلاب همکاری و از آنان حمایت می‌کرد و در مدت اقامت در نهاوند با گروه‌های مسلح اسلامی دیگر نظیر منصورون و انجمن اسلامی معلمان نهاوند در ارتباط بود. در سال ۱۳۵۶ و در پی وقوع حادثه ۱۹ دی ماه شهر قم حیدری مردم را در مسجد جمع و دعوت به عزاداری کرد. بعد از پایان مراسم ماموران به خانه وی هجوم بردند.
بعد از تبعید روح الله خمینی‌ به‌ ترکیه‌ فعالان حوزه علمیه قم مجمعی‌ را تحت‌ عنوان‌ «اصلاح‌ برنامه‌های‌ حوزه‌ی‌ علمیه‌ قم‌» معروف‌ به‌ مجمع‌ «۱۱ نفره‌» تشکیل‌ دادند. هدف‌ آن‌ها تبلیغ‌ دین‌ اسلام‌ و انجام‌ کارهای‌ اصلاحی‌ و زیربنایی‌ برای‌ اصلاح‌ حوزه‌ علمیه‌ قم‌ بود. ربانی‌ شیرازی‌، منتظری‌، مشکینی‌، آذری‌ قمی‌، امینی‌، قدوسی‌، علی‌ خامنه‌ای‌، محمد خامنه‌ای‌، مصباح‌ یزدی‌، حیدری‌ نهاوندی‌ و مهدی‌ حائری‌ از اعضای این گروه بودند. با دستگیری‌ تعدادی‌ از اعضای این گروه ازجمله علی‌ قدوسی‌ و آذری‌ قمی‌ در سال‌ ۱۳۴۵ عملاً فعالیت‌ این‌ مجمع‌ متوقف‌ شد.

## مسولیت‌ها قبل از نمایندگی
- امام جمعه نهاوند
- سرپرستی کمیته انقلاب اسلامی
- عضویت در شورای سرپرستی جهاد سازندگی نهاوند.
- سرپرستی کمیته امداد امام خمینی نهاوند.
- قاضی شرع دادگاه‌های استان همدان در سال ۱۳۵۹ توسط سید محمد حسین بهشتی.
- سرپرستی بنیاد مسکن نهاوند.
- مسئولیت نهضت سوادآموزی نهاوند.[۹]

## مرگ
حیدری در اثر انفجار در دفتر حزب جمهوری اسلامی در ۷ تیرماه ۱۳۶۰ کشته شد. پیکر او پس از تشییع در تهران، به نهاوند منتقل و در کنار مرقد پدر در حسینیه جوانان نهاوند به خاک سپرده شد.

## زندگی خانوادگی
همسر او زهراالسادات خسروی حسینی از سادات خسروشاهی است.